# Wight Is Wight
Singles de Michel Delpech
Le Mauvais Jardinier
(1969) Chère Lise
(1970)
Wight Is Wight est une chanson de Michel Delpech, sortie en 1969. Elle évoque les festivals pop qui se sont déroulés sur l'île de Wight à la fin des années 1960 (avec entre autres Bob Dylan et Donovan). Le titre parodie le tube de 1966 du groupe espagnol Los Bravos Black Is Black (en), dont Johnny Hallyday fait une reprise en français : Noir c'est noir. Le single rencontre un énorme succès en France, où il occupe la première place du classement hit-parade et se vend à plus d'un million d'exemplaires.

## Liste des titres
| A. | Wight Is Wight                | 3:00 |
| B. | Wight Is Wight (instrumental) | 3:27 |

## Classements hebdomadaires
| Classement (1969-70)                    | Meilleure position |
| --------------------------------------- | ------------------ |
| Argentine (Escalera a la fama)          | 5                  |
| Belgique (Flandre Ultratop 50 Singles)  | 14                 |
| Belgique (Wallonie Ultratop 50 Singles) | 2                  |
| France (IFOP)                           | 1                  |
| Italie (Musica e dischi)                | 4                  |
| Pays-Bas (Nederlandse Tipparade)        | 22                 |

## Reprises et adaptations
La chanson a notamment été reprise par Sandie Shaw en 1970, John Terra ou encore par le groupe italien Dik Dik sous le titre de L'Isola di Wight.
Une version tchèque a également été enregistrée par Věra Špinarová (en) en 1970 sous le titre Máme máj.